# Alerta Cobra
Alarm für Cobra 11 - Die Autobahnpolizei (titulada en España: Alerta Cobra - Brigada especial de carreteras) es una serie policíaca alemana acerca de un equipo de dos agentes de la brigada de carreteras. En un principio la acción se situaba cerca de Berlín y posteriormente en el Estado de Renania del Norte-Westfalia. Se emite o se ha emitido en Alemania, Ecuador, España, El Salvador, Portugal, Hungría, Italia, Eslovaquia, Austria, República Checa, Suiza, Países Bajos, Moldavia, Estonia, Polonia, Croacia, Francia, Bulgaria, Chile, México, Costa Rica, Argentina, Colombia, Perú, República Dominicana y Turquía. Tiene mucha popularidad en su país de origen. Cuenta la vida del agente Semir Gerkhan y los casos que tiene que afrontar con sus compañeros de la Brigada de Carreteras de la policía alemana.

## Reparto y personajes
| Personaje                  | Intérprete                                           | Puesto | Temporadas  | Temporadas   | Temporadas   | Temporadas   | Temporadas   | Temporadas   | Temporadas   | Temporadas   | Temporadas   | Temporadas   | Temporadas   | Temporadas   | Temporadas   | Temporadas   | Temporadas   | Temporadas   | Temporadas   | Temporadas   | Temporadas | Temporadas | Temporadas  | Temporadas  | Temporadas  | Temporadas  | Temporadas  | Temporadas | Temporadas | Temporadas |
| Personaje                  | Intérprete                                           | Puesto | 1           | 2            | 3            | 4            | 5            | 6            | 7            | 8            | 9            | 10           | 11           | 12           | 13           | 14           | 15           | 16           | 17           | 18           | 19         | 20         | 21          | 22          | 23          | 24          | 25          | 26         | 27         | 28         |
| -------------------------- | ---------------------------------------------------- | --- | ----------- | ------------ | ------------ | ------------ | ------------ | ------------ | ------------ | ------------ | ------------ | ------------ | ------------ | ------------ | ------------ | ------------ | ------------ | ------------ | ------------ | ------------ | ---------- | ---------- | ----------- | ----------- | ----------- | ----------- | ----------- | ---------- | ---------- | ---------- |
| Frank Stolte               | Johannes Brandrup                                    | Inspector jefe | Principal   |              |              |              |              |              |              |              |              |              |              |              |              |              |              |              |              |              |            |            |             | Invitado    |             |             |             |            |            |            |
| Ingo Fischer               | Rainer Strecker                                      | Inspector jefe | Principal † |              |              |              |              |              |              |              |              |              |              |              |              |              |              |              |              |              |            |            |             |             |             |             |             |            |            |            |
| Semir Gerkhan              | Erdoğan Atalay                                       | Inspector jefe | Principal   | Principal    | Principal    | Principal    | Principal    | Principal    | Principal    | Principal    | Principal    | Principal    | Principal    | Principal    | Principal    | Principal    | Principal    | Principal    | Principal    | Principal    | Principal  | Principal  | Principal   | Principal   | Principal   | Principal   | Principal   | Principal  | Principal  | Principal  |
| André Fux                  | Mark Keller                                          | Inspector jefe |             | Principal    | Principal    |              |              |              |              |              |              |              |              |              |              |              |              |              |              | Invitado †   |            |            |             |             |             |             |             |            |            |            |
| Tom Kranich                | René Steinke                                         | Inspector jefe |             |              |              | Principal    | Principal    | Principal    |              |              | Principal †  | Principal †  | Principal †  |              |              |              |              |              |              |              |            |            |             |             |             |             |             |            |            |            |
| Jan Richter                | Christian Oliver                                     | Inspector jefe |             |              |              |              |              |              | Principal    | Principal    |              |              |              |              |              |              |              |              |              |              |            |            |             |             |             |             |             |            |            |            |
| Chris Ritter               | Gedeon Burkhard                                      | Inspector jefe |             |              |              |              |              |              |              |              |              |              | Principal †  | Principal †  |              |              |              |              |              |              |            |            |             |             |             |             |             |            |            |            |
| Ben Jäger                  | Tom Beck                                             | Inspector jefe |             |              |              |              |              |              |              |              |              |              |              |              | Principal    | Principal    | Principal    | Principal    | Principal    | Principal    |            |            |             |             |             |             | Invitado    |            |            |            |
| Alexander "Alex" Brandt    | Vinzenz Kiefer                                       | Inspector jefe |             |              |              |              |              |              |              |              |              |              |              |              |              |              |              |              |              | Principal    | Principal  | Principal  |             |             |             |             |             |            |            |            |
| Paul Renner                | Daniel Roesner                                       | Inspector jefe |             |              |              |              |              |              |              |              |              |              |              |              |              |              |              |              |              |              |            | Principal  | Principal   | Principal   | Principal   | Principal   | Principal   |            |            |            |
| Vicky Reisinger            | Pia Stutzenstein                                     | Inspectora jefe |             |              |              |              |              |              |              |              |              |              |              |              |              |              |              |              |              |              |            |            |             |             |             |             |             | Principal  | Principal  | Principal  |
| Thomas Rieder              | Günter Schubert                                      | Secretario | Recurrente  |              |              |              |              |              |              |              |              |              |              |              |              |              |              |              |              |              |            |            |             |             |             |             |             |            |            |            |
| Regina Christmann          | Nina Weigner                                         | Secretaria |             | Recurrente   |              |              |              |              |              |              |              |              |              |              |              |              |              |              |              |              |            |            |             |             |             |             |             |            |            |            |
| Andrea Schäfer de Gerkhan  | Carina Wiese                                         | Secretaria |             | Recurrente   | Recurrente   | Recurrente   | Recurrente   | Recurrente   | Recurrente   | Recurrente   | Recurrente   | Recurrente   | Recurrente   | Recurrente   | Recurrente   | Recurrente   |              | Recurrente   | Recurrente   | Recurrente   | Recurrente | Recurrente | Recurrente  | Recurrente  | Recurrente  | Recurrente  | Recurrente  |            |            |            |
| Petra Schubert             | Martina Hill                                         | Secretaria |             |              |              |              |              |              |              |              |              | Recurrente   | Recurrente   |              |              |              |              |              |              |              |            |            |             |             |             |             |             |            |            |            |
| Susanne König              | Daniela Wutte                                        | Secretaria |             |              |              |              |              |              |              |              |              |              | Recurrente   | Recurrente   | Recurrente   | Recurrente   | Recurrente   | Recurrente   | Recurrente   | Recurrente   | Recurrente | Recurrente | Principal   | Principal   | Principal   | Principal   | Principal   |            |            |            |
| Katharina Lamprecht        | Almut Eggert                                         | Jefa de la Brigada de Carreteras | Principal   | Recurrente   |              |              |              |              |              |              |              |              |              |              |              |              |              |              |              |              |            |            |             |             |             |             |             |            |            |            |
| Anna Engelhardt            | Charlotte Schwab                                     | Jefa de la Brigada de Carreteras (T.2-T.13) y Consultora del Ministerio del Interior en Renania del Norte-Westfalia (T.13-presente) |             | Recurrente   | Recurrente   | Recurrente   | Recurrente   | Recurrente   | Recurrente   | Recurrente   | Recurrente   | Recurrente   | Recurrente   | Recurrente   | Recurrente   | Recurrente   | Recurrente   |              |              |              |            |            |             |             | Invitada    | Invitada    |             |            |            |            |
| Kim Krüger                 | Katja Woywood                                        | Jefa de la Brigada de Carreteras |             |              |              |              |              |              |              |              |              |              |              |              |              | Recurrente   | Recurrente   | Recurrente   | Recurrente   | Recurrente   | Recurrente | Recurrente | Principal † | Principal † | Principal † | Principal † | Principal † |            |            |            |
| Roman Kramer               | Patrick Kalupa                                       | Jefe de la Brigada de Carreteras |             |              |              |              |              |              |              |              |              |              |              |              |              |              |              |              |              |              |            |            |             |             |             |             |             | Principal  | Principal  | Principal  |
| Isolde Maria Schrankmann   | Kerstin Thielemann                                   | Fiscal |             |              |              |              |              |              |              |              | Recurrente   | Recurrente   | Recurrente   | Recurrente   |              | Recurrente   | Recurrente   | Recurrente   | Recurrente   | Recurrente   | Recurrente | Recurrente | Recurrente  | Recurrente  | Recurrente  | Recurrente  | Recurrente  |            |            |            |
| Marcus Bodmar              | Uwe Büschken                                         | Oficial de policía | Recurrente  |              |              |              |              |              |              |              |              |              |              |              |              |              |              |              |              |              |            |            |             |             |             |             |             |            |            |            |
| Anja Heckendorn            | Claudia Balko                                        | Oficial de policía | Recurrente  |              |              |              |              |              |              |              |              |              |              |              |              |              |              |              |              |              |            |            |             |             |             |             |             |            |            |            |
| Jochen Seyfert             | Matthias Freihof                                     | Oficial de policía | Recurrente  |              |              |              |              |              |              |              |              |              |              |              |              |              |              |              |              |              |            |            |             |             |             |             |             |            |            |            |
| Horst Herzberger           | Dietmar Huhn                                         | Oficial de policía |             | Recurrente † | Recurrente † | Recurrente † | Recurrente † | Recurrente † | Recurrente † | Recurrente † | Recurrente † | Recurrente † | Recurrente † | Recurrente † | Recurrente † | Recurrente † | Recurrente † | Recurrente † |              |              |            |            |             |             |             |             |             |            |            |            |
| Manfred Meier-Hofer        | Sven Riemann                                         | Oficial de policía |             | Recurrente   |              |              |              |              |              |              |              |              |              |              |              |              |              |              |              |              |            |            |             |             |             |             |             |            |            |            |
| Dieter Bonrath             | Gottfried Vollmer                                    | Oficial de policía |             |              | Recurrente † | Recurrente † | Recurrente † | Recurrente † | Recurrente † | Recurrente † | Recurrente † | Recurrente † | Recurrente † | Recurrente † | Recurrente † | Recurrente † | Recurrente † | Recurrente † | Recurrente † | Recurrente † |            |            |             |             |             |             |             |            |            |            |
| Siggi Müller               | Sigi                                                 | Oficial de policía | Recurrente  | Recurrente   | Recurrente   | Recurrente   | Recurrente   | Recurrente   | Recurrente   | Recurrente   | Recurrente   | Recurrente   | Recurrente   | Recurrente   | Recurrente   | Recurrente   | Recurrente   | Recurrente   | Recurrente   | Recurrente   | Recurrente | Recurrente | Recurrente  | Recurrente  | Recurrente  | Recurrente  | Recurrente  | Recurrente | Recurrente | Recurrente |
| Kai-Uwe Schröder           | Markus H. Eberhard                                   | Detective | Recurrente  | Recurrente   | Recurrente   | Recurrente   | Recurrente   | Recurrente   | Recurrente   | Recurrente   | Recurrente   | Recurrente   | Recurrente   | Recurrente   | Recurrente   | Recurrente   | Recurrente   | Recurrente   | Recurrente   | Recurrente   | Recurrente | Recurrente | Recurrente  | Recurrente  | Recurrente  | Recurrente  | Recurrente  | Recurrente | Recurrente | Recurrente |
| Hartmut Freund             | Niels Kurvin                                         | Policía científico |             |              |              |              |              |              |              | Recurrente   | Recurrente   | Recurrente   | Recurrente   | Recurrente   | Recurrente   | Recurrente   | Recurrente   | Recurrente   | Recurrente   | Recurrente   | Recurrente | Recurrente | Principal   | Principal   | Principal   | Principal   | Principal   |            |            |            |
| Jennifer Dorn              | Katrin Heß                                           | Oficial de policía |             |              |              |              |              |              |              |              |              |              |              |              |              |              | Recurrente   | Recurrente   | Recurrente   | Recurrente   | Recurrente | Recurrente | Principal   | Principal   | Principal   | Principal   | Principal   |            |            |            |
| Dana Gerkhan               | Tesha Moon Krieg (T.16) y Gizem Emre (T.19-presente) | Oficial de policía |             |              |              |              |              |              |              |              |              |              |              |              |              |              |              | Recurrente   |              |              | Recurrente | Recurrente | Recurrente  | Recurrente  | Recurrente  | Recurrente  | Recurrente  | Principal  | Principal  | Principal  |
| Finn Bartels               | Lion Wasczyk                                         | Oficial de policía |             |              |              |              |              |              |              |              |              |              |              |              |              |              |              |              |              |              |            |            | Recurrente  | Recurrente  | Recurrente  | Recurrente  | Recurrente  |            |            |            |
| Marc Schaffrath            | Christopher Patten                                   | Detective |             |              |              |              |              |              |              |              |              |              |              |              |              |              |              |              |              |              |            |            |             |             |             |             |             | Principal  | Principal  |            |
| Max Tauber                 | Nicolas Wolf                                         | Inspector jefe (T.27 E.1), Oficial de policía (desde el T.27 E.1) y Jefe de la Brigada de Carreteras (desde el T.28 E.3)            |             |              |              |              |              |              |              |              |              |              |              |              |              |              |              |              |              |              |            |            |             |             |             |             |             | Principal  | Principal  | Principal  |
| Silke Rauhbach             | Monika Oschek                                        | Oficial de policía |             |              |              |              |              |              |              |              |              |              |              |              |              |              |              |              |              |              |            |            |             |             |             |             |             |            |            | Recurrente |
| Andreas «Andi» Bärenfänger | Tom Keune                                            | Oficial de policía |             |              |              |              |              |              |              |              |              |              |              |              |              |              |              |              |              |              |            |            |             |             |             |             |             |            |            | Recurrente |

### Personajes actuales
Semir Gerkhan (Erdogan Atalay / T.1-presente): es el protagonista actual de la serie. Lleva en ella desde el tercer capítulo de la primera temporada. Es un inspector de la brigada de carreteras de la policía de Alemania y conduce un BMW serie 3 plateado de la policía encubierta, pero además conduce muchos más coches que sufren desastrosos desenlaces (Unos destrozados, otros robados...).. Se caracteriza por su carácter serio (aunque siempre suelta alguna frase cómica en los momentos más serios) y su baja estatura, ya que sólo mide 1,58 metros. Ha sufrido las muertes de tres de sus nueve compañeros hasta la fecha. Actualmente está casado con Andrea Schäfer, exsecretaria de la comisaría, desde la temporada 8 y tiene tres hijas, dos con Andrea y una con una antigua novia. Esta última la conoce en el episodio 7 de la 16.ª temporada. Es turco de nacimiento, y se habla mucho de sus orígenes a lo largo de la serie. Entre el final de la 25.ª temporada y el primer episodio de la 26.ª temporada, abandona la policía para sacar a su madre Selma de la cárcel en Estambul y Andrea se marcha con sus hijas a vivir a Copenhague, manteniendo una relación a distancia con Semir. En capítulos posteriores, se descubre que Semir se había divorciado de Andrea, ocultándole la información a su familia.
Vicky Reisinger (Pia Stutzenstein / T.26-presente): es la compañera actual de Semir Gerkhan. Sustituyó a Paul Renner que se marchó al final de la 25.ª temporada. Es la novena compañera de Semir, tras Frank Stolte (Johannes Brandrup), André Fux (Mark Keller), Tom Kranich (René Steinke), Jan Richter (Christian Oliver), Chris Ritter (Gedeon Burkhard), Ben Jäger (Tom Beck), Alexander Brandt (Vinzenz Kiefer) y Paul Renner (Daniel Roesner). Desde la marcha de Semir y Paul, Max y Vicky los sustituyen, hasta que Max golpea a un periodista y es degradado y sustituido por Semir.
Dana Gerkhan (Gizem Emre / T.16-presente): Es oficial en la Brigada de Carreteras, hija de Semir y novia de Max.
Max Tauber (Nicolas Wolf / T.26-presente): Es oficial en la Brigada de Carreteras y novio de Dana. Debido a la marcha de Semir y Paul, Vicky y Max los relevan, después de que Max golpeara a un periodista, es degradado y Semir se reincorpora a su puesto. Desde la 28.ª temporada es el quinto y actual Jefe de la Brigada de Carreteras, tras Katharina Lamprecht (Almut Eggert), Anna Engelhardt (Charlotte Schwab), Kim Krüger (Katja Woywood) y Roman Kramer (Patrick Kalupa).

### Personajes anteriores
El reparto original tenía a Johannes Brandrup como el Detective Frank Stolte y Rainer Strecker como el Detective Ingo Fischer. El segundo abandonó la serie habiendo rodado solo dos episodios, y su sustituto fue Erdoğan Atalay como el Detective Semir Gerkhan.
Brandrup abandonó la serie al terminar la primera temporada. La cadena RTL, que llevaba la serie, contrató a Mark Keller como el Detective André Fux en su lugar. Keller abandonó la serie al final de la tercera temporada y fue sustituido por René Steinke como el Detective Tom Kranich, estando en la serie entre las temporadas 4 y 6, cuando decidió retirarse para probar otros papeles.
Entonces el nuevo compañero de Atalay fue el actor Christian Oliver como Jan Richter entre las temporadas 7 y 8. Abandonó la serie para hacer carrera en los Estados Unidos, y la RTL decidió volver a contratar a Steinke, que aceptó volver desde principios de la temporada 9. En cualquier caso, Steinke decidió no renovar su contrato al final de la temporada 10. Su sustituto fue el actor Gedeon Burkhard como el detective Chris Ritter. Burkhard ya era conocido por su papel en otra serie policíaca, la austriaca Rex, un policía diferente.
En 2008, Burkhard fue sustituido por Tom Beck como el detective Ben Jäger.
En los episodios 292 y 299, la actriz Charlotte Schwab vuelve a la serie con su antiguo personaje de Anna Engelhardt, realizando un cameo.
La temática de la serie se centra en dos policías de la brigada de carreteras, que patrullan por las autopistas cercanas a Colonia. Desde los comienzos de la serie, el atractivo de la misma se centra en la gran cantidad de accidentes y explosiones que se llevan a cabo en todos los episodios. Sus efectos especiales son comparables a los de las mejores producciones norteamericanas.
Los vehículos utilizados por los policías son los siguientes:
- Frank Stolte:

- - 1.ª temporada:  Audi 100 C3 (TG-A 257, BRB-E 283, BRB-A 404) plateado y BMW E36 325tds (BRB-E 283)

- - Otros: BMW 835i E31 (P-RT 241) y Saab 99 (BRB-E 283)

- Ingo Fischer:

- - 1.ª temporada: Saab 900 Coupe y Ford Sierra (SL-K 689, BRB-A 404)

- Semir Gerkhan:

- - BMW 323i / 328i E36 (HVL-S 199 [negro], B-PV 185 [conmutan a la plata], NE-DR 8231); BMW 523i E39 (B-UL 473, B-PW 185); BMW 330i E46 (NE - /: DR 8231); BMW 330i / 320si E90 (NE: DR 8231, D: BM 3308); BMW 320d / 328i / 330i F30 (D: BM 3308) y BMW 330i G20 (K: BM 3308)

- - Otros: BMW 325i E36 (UB-E 438); Volkswagen Passat B2 (K: TS 1966) BMW X5 E53 (NE-FL 208, NE: TL 3737); BMW X3 E83 (NE: TL 3737); BMW 330i E90 (NE: TL 3737); Mercedes CLK 320 W209 (D: AA 119); Skoda Octavia Tipo 1Z (D: AM 391); BMW X6 E71 (D: HB 1711); BMW X1 E84 (K: CM 296, K: ES 453); Mercedes-Benz ML 350 W164 (D: AA 119); BMW F25 X3 (K: QK 789, K: MN 774, K: OI 189); BMW X5 E70 (D: CE 925); BMW 328i F30 (D: EH 304); BMW 528i F10 (D: BM 3308); BMW F26 X4 (D: GC 7646); BMW 535d F10 (D: BH 153) y BMW 540i G30 (D: BH 153)
- Horst Herzberger (temp. 2 a 16), Dieter Bonrath (temp. 3 a 20), Jenny Dorn (temp. 17 a 25) y Finn Bartels (temp. 21 a 25): Dieter murió en la temporada 20, actuó como refuerzo del equipo cobra, su compañero fue un oficial de barba, de nombre "Hotte", que murió en la temporada 16. "Hotte" fue sustituido por Jenny Dorn en la temporada 17 y Dieter fue sustituido por Finn Bartels en la temporada 21.

- - Porsche 996 Carrera (AP-7639, NRW: 4-171); Porsche Cayenne Turbo (NRW: 4-180); Land Rover Range Rover Sport (NRW: 4-180, NRW: 4 455); Porsche Cayenne Turbo S (NRW: 4 392, NRW: 4 418); Porsche 991 Carrera 4S (NRW: 4 335) y BMW 120d F20 (D: MJ 4495, K: XT 9125)

- - Otros: Skoda Octavia 1U Tipo (K: MR 1212, DA: X 9783, K: EA 3245); Lexus RX 300 (K: PR 995); Skoda Octavia Tipo 1Z (D: AX 9382, DA: X 5879); Mercedes-Benz E350 W211 (NRW: 4-180, NRW: 4-110); BMW F25 X3 (D: MJ 4495); BMW X1 E84 (NRW: 4 372) y Kia CEE'D Sportswagon (K: KM 431)

- André Fux: BMW 328i E36 (B-DW 8271); Mercedes-Benz C180 / C200 W202 (B-DW 8271) y Mercedes-Benz CLK 320 C208 (B-DV 8271, NE-LK 3470)

- - Otros: BMW 528i E39 (NE-KH 6321)

- Tom Kranich (1ª etapa): El segundo personaje con más recorrido, es algo más alocado. Juntos realizan su trabajo correctamente, más o menos. Suele ser una persona que perdona con facilidad.

- - 4.ª temporada–6. temporada: Mercedes Benz CLK 320 C208 (NE-LK 3470) azul marino

- - Otros: Mercedes-Benz SLK 200 R170 (NE: AE 2831)

- Jan Richter: Fue el compañero de Semir antes de abandonar el cuerpo. Se presentó en el capítulo "Feuertaufe" poco después de la emocionante salida de Tom. Jan es la versión joven de Semir. Él dejó el cuerpo poco después.

- - 7.ª temporada: Mercedes-Benz CLK 320 W208 (NE-LK 3470) azul marino

- - 8.ª temporada: Mercedes-Benz CLK 320 W209 (NE: LK 3470) azul marino

- - Otros: Volkswagen Passat B2 (K: PE 4129) y Volkswagen Passat Variant B3 (NE: MH 8990)

- Tom Kranich (2ª etapa): Tras la marcha de Jan Richter, Semir se vio obligado a buscar a Tom otra vez. Tom decidió volver y murió en acto de servicio poco después.

- - 9.ª temporada–10.ª temporada: Mercedes Benz CLK 320 C209 (NE: LK 3470) azul marino

- Chris Ritter: Originalmente era un oficial de la policía encubierta, llegó a ser el compañero de Semir tras la muerte de Tom en el episodio "Auf Leben Und Tod". Con su nuevo compañero vive nuevas aventuras. Chris muere al final del episodio 179: "Unter Feinden".

- - 11.ª temporada: Mercedes-Benz CLK 320 W209 (NE: LK 3470, D: BD 2408 en el episodio 'Infarkt') azul marino

- - 12.ª temporada: Mercedes-Benz C350 W204 (D: BD 2408) gris

- - Otros: Ford Mondeo Mk I (NE: R 231, K: CC 549) y Audi A4 B5 (D: HD 1007)
- Ben Jäger:

- - 13.ª temporada–14.ª temporada: Mercedes-Benz C350 W204 (D: BD 2408) gris

- - 15.ª temporada–18.ª temporada: Mercedes-Benz E500 C207 (D: BD 2408) gris

- - Otros: Mercedes-Benz C320 W204 (D: CE 936); BMW 318i E90 (K: ES 476); BMW 320d F30 (D: JE 5127); Mercedes-Benz GL 500 X164 (D: JE 5127) y BMW 328i GT F34 (D: CE 928)

- Alex Brandt:

- - 19.ª temporada–20.ª temporada: Mercedes-Benz C117 CLA 250 (D: CL 3508) gris oscuro

- - Otros: Mercedes-Benz C180 W205 (K: JM 401)

- Paul Renner:

- - 21.ª temporada–25.ª temporada: Mercedes-Benz C300 W205 (D: BD 3508) azul marino

- - Otros: Mercedes-Benz GLA 180 X156 (D: BB 343) y Mercedes-Benz C300 C205 (D: AF 279)

- Vicky Reisinger

- - 27.ª temporada–presente: Mercedes-Benz Classe C Coupé (C205) negro

- Dana Gerkhan

- - 27.ª temporada–presente: BMW 135i F40 (K-MN 774)

La serie ha ido aumentando su popularidad y retransmisión con el paso de los años. Igual ocurre con el presupuesto de los capítulos, desde unos escasos 100.000 € hasta unos 850.000 € en la actualidad. La calidad de la serie ha ido progresando con el fin de acercarse y superar a tópicas series estadounidenses.

## Equipo actual
| Personaje                  | Puesto                           | Intérprete       |
| -------------------------- | -------------------------------- | ---------------- |
| Max Tauber                 | Jefe de la Brigada de Carreteras | Nicolas Wolf     |
| Semir Gerkhan              | Inspector jefe                   | Erdoğan Atalay   |
| Vicky Reisinger            | Inspectora jefe                  | Pia Stutzenstein |
| Dana Gerkhan               | Oficial de policía               | Gizem Emre       |
| Silke Rauhbach             | Oficial de policía               | Monika Oschek    |
| Andreas «Andi» Bärenfänger | Oficial de policía               | Tom Keune        |

## Intro y música
Entre los episodios 1 a 364, al comienzo de cada capítulo, antes de la presentación de los actores y la música se mostraban estas frases en pantalla:
Del episodio 1 al 158 (1996-2006) son:

Ihr Revier ist die Autobahn

Ihr Tempo ist mörderisch 
Ihre Gegner: Autoschieber, Mörder und Erpresser
Einsatz rund um die Uhr für die Männer von Cobra 11
Unsere Sicherheit ist ihr Job.

A partir del episodio 159 y hasta el 243 (2007-2012) las frases cambian a:

Ihr Revier ist die Autobahn

Ihr Einsatz heißt: volles Tempo
Ihre Gegner von heute: extrem schnell und gefährlich
Verbrechen ohne Limit – Jeder Einsatz volles Risiko

Für die Männer von Cobra 11.

A partir del episodio 244 al 261, 268 y 283 (2013, 2014-2015) las frases son:

Ihr Revier ist die Autobahn

Ihre Gegner von heute: extrem schnell und gefährlich
Verbrechen ohne Limit 
Jeder Einsatz volles Risiko 

Für die Männer von Cobra 11.

De los episodios 262 a 364 (2014-2019) las frases son:

Ihr Revier ist die Autobahn 

Ihre Mission erfordert Höchstgeschwindigkeit
Ihre Gegner von heute: extrem schnell und gefährlich
Verbrechen ohne Limit 
volles Risiko

Für die Männer von Cobra 11.

Desde el episodio 365, ya no hay frases, directamente se emite la cabecera con la presentación de los personajes.
En España, la traducción del título es ésta (manteniendo las mismas frases en alemán):

Actúan en la carretera.

Sus intervenciones son escalofriantes.
Sus adversarios: traficantes, asesinos y chantajistas.

No hay descanso para estos hombres cuando suena: Alerta Cobra. Nuestra seguridad está en sus manos.

En Hispanoamérica, la traducción del título es esta (manteniendo las mismas frases en alemán):

Su territorio es la carretera.

Su rapidez es homicida.
Sus adversarios: traficantes de autos, asesinos y chantajistas.

Movilizaciones 24 horas del día para los hombres de COBRA 11. Nuestra seguridad es su trabajo.

De 1996 a 2006, la sintonía era de Reinhard Scheuregger. De 2007 a 2019, la sintonía era de Kay Skerra y desde 2020, la sintonía sigue siendo de Kay Skerra, pero remasterizada.

## Episodios
- En alemán: Lista de episodios en alemán

- En inglés: Lista de episodios en inglés

- Número de episodios por temporada según la numeración española.

| Temporada                  | Capítulos |
| -------------------------- | --------- |
| 1.ª (No emitida en España) | 9         |
| 2.ª (No emitida en España) | 22        |
| 3.ª                        | 16        |
| 4.ª                        | 17        |
| 5.ª                        | 18        |
| 6.ª                        | 18        |
| 7.ª                        | 14        |
| 8.ª                        | 16        |
| 9.ª                        | 16        |
| 10.ª                       | 16        |
| 11.ª                       | 12        |
| 12.ª                       | 12        |
| 13.ª                       | 12        |
| 14.ª                       | 20        |
| 15.ª                       | 18        |
| 16.ª                       | 5         |
| 17.ª                       | 15        |
| 18.ª                       | 16        |
| 19.ª                       | 24        |
| 20.ª                       | 8         |
| 21.ª                       | 17        |
| 22.ª                       | 11        |
| 23.ª                       | 19        |
| 24.ª                       | 18        |
| 25.ª                       | 16        |
| 26.ª                       | 8         |
| 27.ª                       |           |
| 28.ª                       |           |

## Lugares de rodaje
De 1996 a 1998, la serie fue producida por Polyphon Film- und Fernsehgesellschaft mbH (responsables de diversos aspectos de la producción como rodaje, postproducción, localizaciones, etc.) y Action Concept (escenas de acción). Estos episodios fueron rodados en Berlín y el estado de Brandeburgo. En 1998, Action Concept tomó el control de toda la producción y movió todo el equipo de rodaje a sus oficinas en Hürth al sur de Colonia. Desde entronces, los episodios se rodaron alrededor de Colonia y Düsseldorf, así como algunas de las principales Autopistas (A540/A44 y también en la pista cerrada Filmautobahn Aldenhoven de Düren) entre Colonia y Düsseldorf en el estado de Renania del Norte-Westfalia.

## Derechos audiovisuales
- : RTL, principal cadena responsable de su emisión local
- : La Red y Telecanal
- : Cuatro y XTRM
- : V-me
- : ORF
- Bolivisión
- : Global Televisión y ATV
- : Séries+ (Quebec)
- : RTL Televizija, filial de la estación homónima alemana
- : TV Nova y Nova Action
- : TV3 y TV6
- : TF1 y TMC
- : Tehran TV
- : Rai 2 y AXN
- : TV3 y TV6
- : TV3 y TV6
- : FXM
- : RTL 7, TVN y TVN7
- : RTP1 y AXN
- : Band - emitida con el título "Operação Implacável"[5]
- : RTL (Hungría)
- : Markíza
- : Kanal A y Kanal D
- : TUTV
- : Canal 9
- : Telecaribe
- : Antena 7 y Tele Antillas

## Videojuegos
La serie también ha llevado a la creación de numerosos juegos para PC, distribuidos principalmente en Alemania, con éxito dispar. El último publicado es Alarm für Cobra 11: Crash Time, publicado en noviembre de 2007: Crash Time ha sido doblado al inglés y vendido en otros países.

## Parodias
Alerta Cobra ha sido parodiado como "Alarm für Kebap 11 – Die Dönerpölizei" en Freitag Nacht News, programa alemán de actuaciones humorísticas.